# Дуски мост
Дуският мост (на гръцки: Γεφύρι Δοτσικού) е каменен мост в Егейска Македония, Гърция.
Мостът е разположен на Дуската река, ляв приток на Венетикос, на 1600 m надморска височина в Пинд, в село Доцико (Дуско), на 25 km северозападно от Гревена. Свързва двете махали на селото, разделени от Дуската река. Има една арка с дължина 24 m, ширина 2,40 m и височина 4 m. Построен е от майстори от майстор и Йоргос Юлас Митаков с помощниците му от село Лунци около 1870 – 1880 година. Обявен е за защитен паметник от Министерството на културата през 1990 година.
В 1985 година е обявен за защитен исторически паметник. Мостът е забележителен пример за архитектурата от османско време.